# سربازان و سرجوخه‌ها
سربازان و سرجوخه‌ها (انگلیسی: Soldati e caporali) یک فیلم کمدی ایتالیایی به کارگردانی ماریو آمندولا است که در سال ۱۹۶۵ منتشر شد.

## گزیدهٔ بازیگران
- فرانکو فرانکی
- چیچو اینگراسیا
- دیدی پرگو
- فرانکو جاکوبینی
- اومبرتو دورسی
- ماریو پیسو
- گابریله آنتونینی
- ویتوریو کونجا
- استلویو رزی
- دانیلا سورینا
- پیترو د. ویکو
- انتسو گارینی
- جینو بوتسانکا
- تونی رنیس
- پائولا پیتی